# Tuzoia burgessensis
Tuzoia burgessensis ist eine ausgestorbene Art aus der Gattung Tuzoia mit unsicherer Stellung innerhalb der Gliederfüßer (Arthropoda).

## Merkmale
Tuzoia burgessensis hatte einen eiförmigen Umriss (Verhältnis Länge zu Höhe etwa 1,39) und eine Panzerlänge von 20 bis 113 mm. Der obere Rand war gerade bis leicht konvex und hatte bis zu 3 kleine, fast dreieckförmige Stacheln, welche sich meist in der vorderen Hälfte befanden. Das vordere Rostrum war breit angelegt, relativ kurz, leicht nach oben zeigend und oft zurückgebogen. Die Sehkerbe war gut ausgebildet. Das hintere Rostrum war klein und fast dreieckig. Ein mittig und ein zur Bauchseite hin gelegener schlanker Stachel am hinteren Rand war vorhanden, wobei der mittlere meist länger war. Die seitliche Erhöhung zwischen dem oberen und unterem Rand lief fast parallel zum oberen Rand und hatte 10 breite, flache Stacheln. Die netzartige Struktur der Oberfläche zog sich über den gesamten Panzer und war sehr engmaschig.

## Fundorte
Die Art wurde mehrfach im Burgess-Schiefer in den kanadischen Rocky Mountains gefunden.

## Systematik
Die Art wurde 1929 von Charles Elmer Resser erstbeschrieben. Chlupáč & Kordule 2002 sehen Tuzoia burgessensis als ein jüngeres Synonym der Typusart Tuzoia retifera an.